# Eladio Loizaga

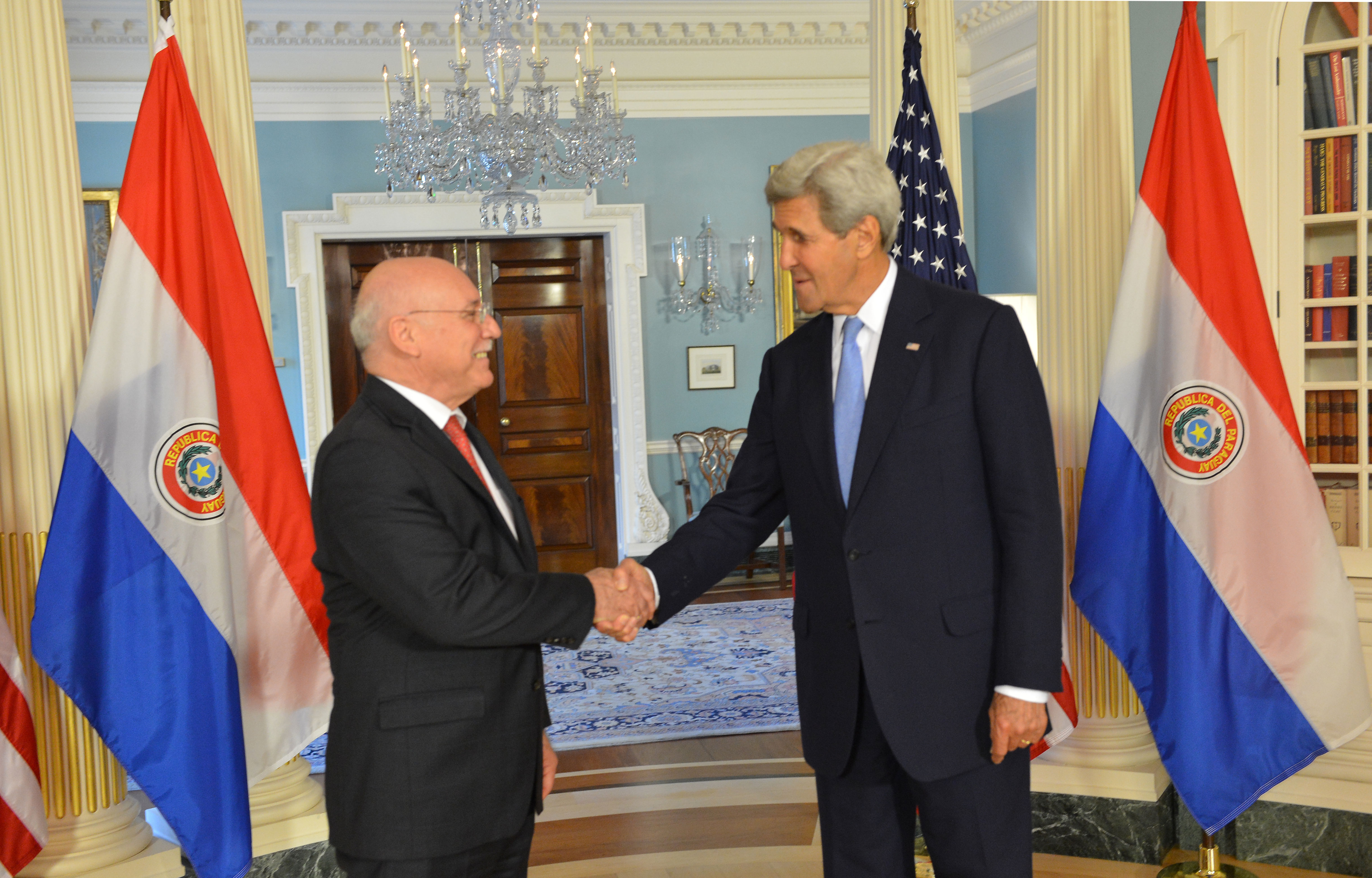
Loizaga junto al secretario de Estado John Kerry, 2016.

Eladio Loizaga Lezcano (Caazapá, 17 de marzo de 1949) es un abogado, diplomático y político paraguayo que ejerció como ministro de Relaciones Exteriores de 2013 a 2018, durante la presidencia de Horacio Cartes.

## Biografía
Nació el 17 de marzo de 1949. Realizó sus estudios primarios y secundarios en el colegio Cristo Rey de la Compañía de Jesús, en Asunción, graduándose de Bachiller en el año 1966. Octubre 1967, ingresa el Ministerio de Relaciones Exteriores, Departamento de Organismos Tratados y Actos Internacionales. Graduado como abogado en la Facultad de Derecho y Ciencias Sociales de la Universidad Nacional de Asunción en diciembre de 1973; se dedicó a las áreas del Derecho Internacional, Derecho Civil, Comercio Internacional y Propiedad Intelectual.
En enero de 1974, fue nombrado primer secretario de la Embajada del Paraguay en Washington D. C. y ante la Organización de los Estados Americanos. Enero 1979, Asistente del Subsecretario de Estado del Ministerio de Relaciones Exteriores. Agosto 1981, director del Departamento de Organismos, Tratados y Actos Internacionales, Ministerio de Relaciones Exteriores. Septiembre 1983, director general del Ministerio de Relaciones Exteriores. Junio 1988, renuncia al cargo y al Ministerio de Relaciones Exteriores.
En abril de 1989, fue elegido diputado nacional por el Partido Colorado, y en mayo del mismo año solicita permiso a la Cámara de Diputados para ejercer el cargo de Jefe de Gabinete del Presidente de la República, Gral. Andrés Rodríguez, hasta septiembre de 1992, cuando reasume su banca en la Cámara de Diputados, hasta junio de 1993.
En abril de 1995, fue nombrado embajador, Representante Permanente del Paraguay ante la Organización de las Naciones Unidas en Ginebra y ante la Organización Mundial del Comercio (OMC). En el año 1996, fue designado Presidente del Comité de Coordinación de la Organización de la Propiedad Intelectual (OMPI) y Jefe del equipo negociador con la Organización Mundial del Comercio relativo al Acuerdo sobre los Aspectos de los Derechos de Propiedad Intelectual Relacionados con el Comercio (ADPIC). En junio de 1998, termina sus funciones de Embajador en Ginebra.
En junio de 1999, se reincorpora como Asesor del Ministro de Relaciones Exteriores.
Desde julio de 2001 hasta mayo de 2009, se desempeñó como Embajador, Representante Permanente del Paraguay ante la Organización de las Naciones Unidas en Nueva York. Fue Vicepresidente de la Asamblea General 56 y 60 Periodo Ordinario de Sesiones la Asamblea General y Presidente en ejercicio en varias ocasiones ante la ausencia del Presidente. Fue Presidente del Comité de Alto Nivel sobre Cooperación Sur-Sur de la Asamblea General. (2005-2007), Presidente del Grupo abierto sobre la Revitalización de la labor de la Asamblea General, 62 Periodo de la Asamblea General, Presidente y Vicepresidente del Grupo de Países en Desarrollo sin litoral Marítimo, (2001-2009), Nueva York.
Desde agosto de 2009, fue Asesor del Ministerio de Relaciones Exteriores hasta octubre de 2010, al renunciar al cargo en el del Ministerio de Relaciones Exteriores y acogerse a la jubilación.
En agosto de 2013 asumió la titularidad del Ministerio de Relaciones Exteriores en el gobierno de Horacio Cartes.
Loizaga es uno de varios beneficiarios destacados de tierras mal-habidas en Paraguay. Estas tierras estaban destinadas a la reforma agraria, pero fueron entregadas ilegalmente a los leales a la dictadura militar de Stroessner. Reclama la propiedad de más de 8.000 hectáreas de tierra que le fueron entregadas de esta manera a pesar de no poseer los papeles y títulos de propiedad adecuados.

 Ha sido acusado de ser una figura prominente detrás del Plan Cóndor, una campaña anticomunista de represión política y terror estatal respaldada por Estados Unidos.